# Marcin Frączek
 Marcin Piotr Frączek  (ur. 22 listopada w 1969) – pułkownik dyplomowany Wojska Polskiego; zastępca dowódcy 2 pułku rozpoznawczego (2010–2016); dowódca 18 pułku rozpoznawczego (2016–2018); od 25 listopada 2022 szef Zarządu Analiz Wywiadowczych i Rozpoznania P2 w Sztabie Generalnym Wojska Polskiego.

## Przebieg służby wojskowej
Marcin Frączek we wrześniu 1991 podjął studia w Wyższej Szkole Oficerskiej Wojsk Zmechanizowanych, którą po przeformowaniu ukończył w 1995 jako Wyższą Oficerską Szkołę im. Tadeusz Kościuszki we Wrocławiu, uzyskując dyplom inżyniera – dowódcy. W sierpniu tego roku był promowany na pierwszy stopień oficerski – podporucznika. W październiku 1995 został skierowany do Hrubieszowa, gdzie objął stanowisko dowódcy plutonu w 2 pułku rozpoznawczym. Następnie był dowódcą kompanii i dowódcą batalionu. Ukończył studia w Akademii Obrony Narodowej, a następnie
kurs w Szkole NATO w Oberammergau. 2 października 2006 został skierowany służbowo do Giżycka, gdzie objął stanowisko dowódcy 3 batalionu rozpoznawczego, którym był do 8 lipca 2009. W 2010 został wyznaczony na zastępcę dowódcy 2 pułku rozpoznawczego w Hrubieszowie. W latach 2011–2012 pełnił służbę w PKW Afganistan na stanowisku szefa sztabu, po czym powrócił do służby w Hrubieszowie w 2 pr na stanowisku zastępcy dowódcy. 27 stycznia 2016 objął stanowisko dowódcy 18 pułku rozpoznawczego w Białymstoku. W styczniu 2018 został służbowo skierowany do Warszawy, gdzie pełnił służbę na stanowisku szefa Zarządu Rozpoznania i Walki Elektronicznej Dowództwa Generalnego Rodzajów Sił Zbrojnych. Od 25 listopada 2022 piastuje stanowisko szefa Zarządu Analiz Wywiadowczych i Rozpoznania P2 w Sztabie Generalnym Wojska Polskiego.

## Awanse

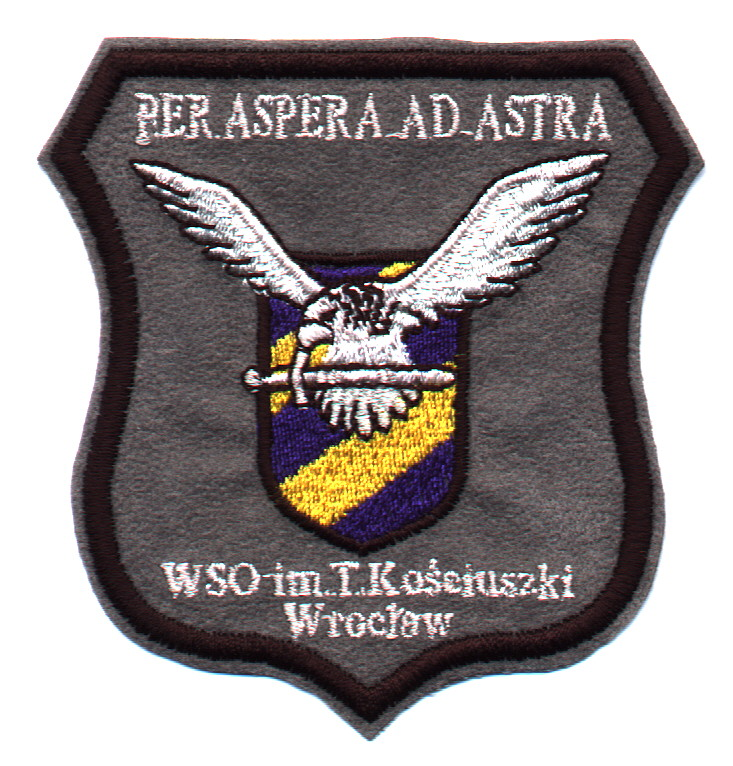
Ukończył WSO im. T. Kościuszki

## Awanse[3][4]
- podporucznik – 1995
- porucznik – 1998
- kapitan – 2002
- major – 2006
- podpułkownik – 2010
- pułkownik – 2016

## Ordery, odznaczenia i wyróżnienia
- Wojskowy Krzyż Zasługi – 2021[1]
- Gwiazda Afganistanu
- Odznaka pamiątkowa 2 pułku rozpoznawczego – 2010 (ex officio)
- Odznaka pamiątkowa 18 pułku rozpoznawczego – 2016 (ex officio)
- Odznaka Skoczka Spadochronowego Wojsk Powietrznodesantowych – 1993
- Wojskowa Odznaka Sprawności Fizycznej I stopnia – 1994

i inne